# 莫伊塞斯·埃爾南德斯 (跆拳道運動員)
莫伊塞斯·丹尼爾·埃爾南德斯·恩卡納西翁（Moisés Daniel Hernández Encarnación，1993年3月22日—）是一名多明尼加男子跆拳道運動員。他曾經獲得2019年世界跆拳道錦標賽男子80公斤級銅牌。

## 外部連結
- TaekwondoData.com （页面存档备份，存于）